# Lincoln (Maine)
Lincoln ist eine Town im Penobscot County des Bundesstaates Maine in den Vereinigten Staaten. Im Jahr 2020 lebten dort 4853 Einwohner in 2683 Haushalten auf einer Fläche von 193,34 km².

## Geografie
Nach dem United States Census Bureau hat Lincoln eine Gesamtfläche von 193,34 km², von der 175,68 km² Land sind und 17,66 km² aus Gewässern bestehen.

### Geografische Lage
Lincoln liegt zentral im Penobscot County. Die nordwestliche Grenze des Gebietes bildet der Penobscot River. Mehrere kleine Flüsse fließen in nördliche Richtung durch das Gebiet der Town und münden im Penobscot River. Es gibt auf dem Gebiet der Town mehrere Seen. Zu den größeren gehören der Long Pond und der Caribou Pond im Norden sowie die Upper Cold Stream Ponds im Süden. Zentral bilden die Seen Mattanawcook Pond, Croocked Pond und Folsom Pond eine Seenkette, mit der auch der Upper Long Pond verbunden ist. Die Oberfläche ist leicht hügelig, der 201 m hohe Fish Hill ist die höchste Erhebung auf dem Gebiet.

### Nachbargemeinden
Alle Entfernungen sind als Luftlinien zwischen den offiziellen Koordinaten der Orte aus der Volkszählung 2010 angegeben.
- Norden: Chester, 10,2 km
- Nordosten: Winn, 13,8 km
- Osten: Lee, 11,3 km
- Südosten: Twombly Ridge, Unorganized Territory, 15,4 km
- Süden: Burlington, 11,0 km
- Südwesten: Lowell, 16,6 km
- Westen: Enfield, 13,7 km

### Stadtgliederung
In Lincoln gibt es mehrere Siedlungsgebiete: Chamberlains, East Lincoln, Libby Corner, Lincoln, Lincoln Center, Mattanawcook, Middletown, North Lincoln, Pollard Brook, South Lincoln und South Lincoln Station.

### Klima
Die mittlere Durchschnittstemperatur in Lincoln liegt zwischen −11,1 °C (12 °F) im Januar und 20,6 °C (69 °F) im Juli. Damit ist der Ort gegenüber dem langjährigen Mittel der USA um etwa 9 Grad kühler. Die Schneefälle zwischen Oktober und Mai liegen mit bis zu zweieinhalb Metern mehr als doppelt so hoch wie die mittlere Schneehöhe in den USA; die tägliche Sonnenscheindauer liegt am unteren Rand des Wertespektrums der USA.

## Geschichte
Die Besiedlung begann im Jahr 1822. Eine größere Gruppe erreichte das Gebiet im Jahr 1825, zu diesen ersten Siedlern gehörten Israel Heald, John Carpenter, Alfred Gates, Benjamin Hammond, Stephen Chase, Humphrey Merrill und Ira Fisk. Alle Gebiete, die nicht an andere Siedler verkauft waren, kaufte zu dem Zeitpunkt der Gouverneur von Maine Enoch Lincoln auf, nach dem die Town benannt wurde. Der Bau der Militärstraße nach Houlton, die durch Lincoln verlief, gab den Siedlungen Auftrieb. Da Lincoln für die Holzfäller zentral lag, wurde es zu einem Treffpunkt für diese.
Lincoln setzt sich zusammen aus den ehemaligen River Townships No. 2 und No. 3, die zur second und third Range gehörten und einem halben Township, welches als Grant an J. E. Foxcroft aus Mattanawcook ging.

### Einwohnerentwicklung
| Volkszählungsergebnisse – Town of Lincoln, Maine | Volkszählungsergebnisse – Town of Lincoln, Maine | Volkszählungsergebnisse – Town of Lincoln, Maine | Volkszählungsergebnisse – Town of Lincoln, Maine | Volkszählungsergebnisse – Town of Lincoln, Maine | Volkszählungsergebnisse – Town of Lincoln, Maine | Volkszählungsergebnisse – Town of Lincoln, Maine | Volkszählungsergebnisse – Town of Lincoln, Maine | Volkszählungsergebnisse – Town of Lincoln, Maine | Volkszählungsergebnisse – Town of Lincoln, Maine | Volkszählungsergebnisse – Town of Lincoln, Maine |
| Jahr                                             | 1800                                             | 1810                                             | 1820                                             | 1830                                             | 1840                                             | 1850                                             | 1860                                             | 1870                                             | 1880                                             | 1890                                             |
| ------------------------------------------------ | ------------------------------------------------ | ------------------------------------------------ | ------------------------------------------------ | ------------------------------------------------ | ------------------------------------------------ | ------------------------------------------------ | ------------------------------------------------ | ------------------------------------------------ | ------------------------------------------------ | ------------------------------------------------ |
| Einwohner                                        |                                                  | 224                                              |                                                  | 404                                              | 1121                                             | 1356                                             | 1631                                             | 1530                                             | 1659                                             | 1756                                             |
| Jahr                                             | 1900                                             | 1910                                             | 1920                                             | 1930                                             | 1940                                             | 1950                                             | 1960                                             | 1970                                             | 1980                                             | 1990                                             |
| Einwohner                                        | 1731                                             | 1988                                             | 2452                                             | 2970                                             | 3653                                             | 4030                                             | 4541                                             | 4759                                             | 5066                                             | 5587                                             |
| Jahr                                             | 2000                                             | 2010                                             | 2020                                             | 2030                                             | 2040                                             | 2050                                             | 2060                                             | 2070                                             | 2080                                             | 2090                                             |
| Einwohner                                        | 5221                                             | 5085                                             | 4853                                             |                                                  |                                                  |                                                  |                                                  |                                                  |                                                  |                                                  |

## Kultur und Sehenswürdigkeiten

### Bauwerke
In Lincoln wurde ein Bauwerk unter Denkmalschutz gestellt und ins National Register of Historic Places aufgenommen.
- Gordon Fox Ranch, 2015 unter der Register-Nr. 15000769.[10]

## Wirtschaft und Infrastruktur

### Verkehr
Parallel zum Penobscot River führt der U.S. Highway 2 durch das Gebiet. Ihn kreuzen die aus Nordwesten kommende Maine State Route 116, die aus Norden kommende Maine State Route 6 und die in südliche Richtung verlaufende Maine State Route 155.
Lincoln liegt an der Bahnstrecke Bangor–Vanceboro.

### Medien
Der Hörfunk WWLN ist in Lincoln ansässig.

### Öffentliche Einrichtungen
In Lincoln gibt es mehrere medizinische Einrichtungen oder Krankenhäuser. Sie stehen auch den Bewohnern der Umgebung zur Verfügung.
Die Lincoln Memorial Library befindet sich an der 21 W. Broadway in Lincoln.

### Bildung
Lincoln gehört mit Chester und Mattawamkeag zum Regional School Unit 67. Im Schulbezirk stehen folgende Schulen zur Verfügung:
- Ella P. Burr School in Lincoln, mit Schulklassen von Pre-Kindergarten bis zum 3. Schuljahr
- Mattanawcook Jr. High School  in Lincoln, vom 4. bis zum 8. Schuljahr
- Mattanawcook Academy in Lincoln, vom 9. bis zum 12. Schuljahr

## Persönlichkeiten

### Söhne und Töchter der Stadt
- Elenore Abbott (1876–1935), Buchillustratorin, Bühnenbildnerin und Malerin
- Gary Ivan Gordon (1960–1993), Soldat
- Ernest Holmes (1887–1960), gründete die Neugeist-Bewegung